# Fischer-groep
In de groepentheorie, een deelgebied van de wiskunde, zijn de drie Fischer-groepen de drie sporadische enkelvoudige groepen F22, F23 en F24. 
De orde, dus het aantal elementen, van deze groepen is:
- van F22: 64.561.751.654.400 = 217·39·52·7·11·13.
- van F23: 4.089.470.473.293.004.800 = 218·313·52·7·11·13·17·23.
- van F24: 1.255.205.709.190.661.721.292.800 = 221·316·52·73·11·13·17·23·29.

Deze groepen werden in 1971 geïntroduceerd door de Duitse wiskundige Bernd Fischer. 